# Andreas Odbjerg
Andreas Odbjerg (* 5. Dezember 1987 in Odense) ist ein dänischer Pop-Rock-Sänger.

## Leben
Andreas Odbjerg wurde 1987 in Odense geboren.
Er lernte früh, Gitarre zu spielen, und entdeckte seine Liebe zum Gesang. Odbjerg ist Leadsänger der Band We Are sowie Teil des Gesangstrios Bobby Johnson.

## Karriere
Im Jahr 2009 trat er als Kandidat bei der zweiten Staffel der dänischen The-X-Factor-Version an.
2012 nahm er an der zweiten Staffel von Voice – Danmarks største stemme teil, der dänischen Ausgabe des Castingformates The Voice, in welcher den zweiten Platz belegte. Trotz des daraus resultierten Erfolges bereut er heute die Teilnahme in beiden Formaten.
Mit seinem Debütalbum Hjem fra fabrikken schaffte er es 2022 auf Platz eins der dänischen Charts.

## Diskografie

### Alben
| Jahr | Titel              | Höchstplatzierung, Gesamtwochen, AuszeichnungChartsChartplatzierungen (Jahr, Titel, Platzierungen, Wochen, Auszeichnungen, Anmerkungen) | Anmerkungen                        |
| Jahr | Titel              | DK | Anmerkungen                        |
| ---- | ------------------ | --- | ---------------------------------- |
| 2022 | Hjem fra fabrikken | DK1 ×3Dreifachplatin · (79 Wo.)DK | Erstveröffentlichung: 4. März 2022 |
| 2024 | Un hommage         | DK2 Gold · (14 Wo.)DK | Erstveröffentlichung: 1. März 2024 |

### EPs
- 2020: Lance Armstrong

### Singles
| Jahr | Titel Album                                    | Höchstplatzierung, Gesamtwochen, AuszeichnungChartsChartplatzierungen (Jahr, Titel, Album, Platzierungen, Wochen, Auszeichnungen, Anmerkungen) | Anmerkungen                                                  |
| Jahr | Titel Album                                    | DK | Anmerkungen                                                  |
| --- | ---------------------------------------------- | --- | ------------------------------------------------------------ |
| 2019 | Føler mig selv 100 Lance Armstrong             | DK11 ×4Vierfachplatin · (47 Wo.)DK | Erstveröffentlichung: 25. Oktober 2019                       |
| 2021 | I morgen er der også en dag Hjem fra fabrikken | DK14 ×3Dreifachplatin · (56 Wo.)DK | Erstveröffentlichung: 26. März 2021                          |
| 2021 | God Jul –                                      | DK22 Platin · (7 Wo.)DK | Erstveröffentlichung: 19. November 2021                      |
| 2022 | Hvad skal verden med sådan en som Mig? –       | DK16 ×2Doppelplatin · (17 Wo.)DK | Erstveröffentlichung: 19. August 2022                        |
| 2023 | Smugryger Un hommage                           | DK5 ×2Doppelplatin · (34 Wo.)DK | Erstveröffentlichung: 31. März 2023                          |
| 2023 | Jeg ka’ rigtig godt li’ dig Bænkevarmer        | DK2 ×3Dreifachplatin · (38 Wo.)DK | Erstveröffentlichung: 2. Juni 2023 mit Ida Laurberg          |
| 2024 | Benny Un hommage                               | DK26 Gold · (3 Wo.)DK | Erstveröffentlichung: 19. Januar 2024                        |
| 2024 | God dag –                                      | DK39 (1 Wo.)DK | Erstveröffentlichung: 21. Juni 2024 mit Lamin & Ida Laurberg |
| 2025 | US5 –                                          | DK35 (1 Wo.)DK | Erstveröffentlichung: 21. März 2025                          |
| Folgende Lieder erschienen nicht als Single, wurden aber durch das Album zum Download und Streaming bereitgestellt und konnten somit eine Platzierung erlangen: |                                                | |                                                              |
| |                                                | |                                                              |
| 2022 | Hjem fra fabrikken                             | DK1 ×4Vierfachplatin · (46 Wo.)DK |                                                              |

Weitere Singles
- 2021: Omvendt (mit Pil, DK: Platin)
- 2021: Velkommen tilbage (DK: Gold)
- 2022: Blev du fanget af noget (DK: Gold)

### Gastbeiträge
| Jahr | Titel Album                    | Höchstplatzierung, Gesamtwochen, AuszeichnungChartsChartplatzierungen (Jahr, Titel, Album, Platzierungen, Wochen, Auszeichnungen, Anmerkungen) | Anmerkungen                                                              |
| Jahr | Titel Album                    | DK | Anmerkungen                                                              |
| --- | ------------------------------ | --- | ------------------------------------------------------------------------ |
| 2019 | Stor mand Når sjælen kaster op | DK1 ×8Achtfachplatin · (119 Wo.)DK | Erstveröffentlichung: 13. August 2021 Tobias Rahim feat. Andreas Odbjerg |
| Folgende Lieder erschienen nicht als Single, wurden aber durch das Album zum Download und Streaming bereitgestellt und konnten somit eine Platzierung erlangen: |                                | |                                                                          |
| |                                | |                                                                          |
| 2024 | Vilde ingen hvile FOMO 88.8 FM | DK4 (4 Wo.)DK | Kesi feat. Andreas Odbjerg                                               |
| 2025 | Lidt luv Godaften              | DK37 (… Wo.)DK | Anton Westerlin feat. Andreas Odbjerg & Art                              |

Weitere Gastbeiträge
- 2024: I Made It (Josva feat. Andreas Odbjerg, DK: Gold)